# プリンセッサ
プリンセッサ（Princessa、本名モニカ・カペル・クルス、1975年5月18日 - ）は、スペインのポップ/ダンス・シンガー。
彼女は、マドリードで開催された「World On Ice」とスペインの「Gran Circo Mundial」に参加したことで初めて知られるようになった。16歳のときに音楽プロデューサーのフランク・ピーターソンに見出され、数年後にファースト・アルバムをレコーディングした。ヨーロッパと日本でリリースされた3枚のフル・アルバムのレコードを制作しており、その後、2005年にシングル「All I Want」をリリースして、同タイトルの4枚目のアルバムを制作中と伝えられた。プリンセッサは、セルフタイトルのデビュー・アルバムのなかでヴァレリー・ドレの「The Night」のカバー・バージョンをレコーディングしている。
彼女は2014年にフィンランドにおける2日間のツアーでカムバックした。フィンランドでの新しくより大きなツアーが2015年の夏に行われた。

## ディスコグラフィ

### スタジオ・アルバム
- Princessa (1993年、EMI Electrola)
- Calling You (1996年、East West)
- 『プリンセッサ』 - Princessa (1997年、East West)
- 『アイ・ウォント・フォゲッチュー』 - I Won't Forget You (1999年、East West)

### コンピレーション・アルバム
- 『リミックス・コレクション』 - Remix Collections (1997年、East West)

### シングル
- "Rojo Y Llanto" (1993年、EMI Electrola)
- "Ensalza Tu Amor" (1994年、EMI Electrola)
- "Tú estás loco" (1994年、EMI Electrola)
- 「コーリング・ユー」 - "Calling You" (1996年、East West)
- "Anyone But You" (1996年、East West)
- 「トライ・トゥ・セイ・アイム・ソーリー」 - "Try To Say I'm Sorry" (1997年、East West)
- 「バイラ・アル・リトゥモ〜太陽のリズム」 - "Baila Al Ritmo" (1997年、East West)
- "Vivo" (1997年、East West)
- 「サマー・オブ・ラヴ」 - "Summer Of Love" (1997年、East West)
- "Snowflakes" (1998年、East West)
- 「アイ・ウォント・フォゲッチュー」 - "I Won't Forget You" (1999年、East West)
- "(You Just) Believe In You" (1999年、East West)
- "All I Want" (2005年、Edel)